# Igor Julio
Igor Julio dos Santos de Paulo (ur. 7 lutego 1998 w Bom Sucesso) – brazylijski piłkarz występujący na pozycji obrońcy w angielskim klubie Brighton & Hove Albion. 
Wychowanek Red Bull Brasil, w trakcie swojej kariery grał także w takich zespołach, jak ACF Florentina, FC Liefering, Red Bull Salzburg, Wolfsberger AC, Austria Wiedeń oraz SPAL.